# Guy Dugdale
Guy Carol Dugdale, född 9 april 1905 i Stratford-upon-Avon, död 4 september 1982 i Westminster, var en brittisk bobåkare.
Dugdale blev olympisk bronsmedaljör i fyrmansbob vid vinterspelen 1936 i Garmisch-Partenkirchen.